# 水井久美
水井 久美（みずい ひさみ）は、ラジオパーソナリティー、翻訳家。
1978年ごろ、NHK教育テレビの算数の番組『数とかたち』の司会を担当。その後文化放送『走れ!歌謡曲』のパーソナリティを務めた。
1994年に番組を降板後渡英、13星座占いの研究家として知られるウォルター・バーグの著書の翻訳を手がける。現在は日本に戻って活動している。

## 翻訳書（いずれもウォルター・バーグ著）
- 13星座で本当の自分がわかる
- 円卓の騎士占い
- 13星座恋占い
- 天空の企て
- キング・アーサーと円卓の騎士占い